# Миколай Сенявський (військовик)
Микола Сенявський (пол. Mikołaj Sieniawski; пом. перед 12 травня 1584) — шляхтич, військовик, державний діяч Королівства Ягеллонів, Речі Посполитої. Представник спольщеного українського шляхетського роду Сенявських гербу Леліва.

## Життєпис
Син великого коронного гетьмана Миколи Сенявського та його дружини Катажини з Ко́лів (primo voto Язловецька) (пом. до 1544) — доньки підкоморія галицького, польного коронного гетьмана Яна Ко́ли, вдови Теодорика Язловецького-молодшого (пом. по 1544 р., внук Теодорика Бучацького-Язловецького), старший брат Рафаїла Сенявського.
Був співвласником Бережан. Мав посаду польного коронного гетьмана з 1569 року, каштеляна Кам'янця-Подільського (з 1576 року), стрийського старости (в 1567 році Львівський латинський архієпископ Станіслав Сломовський був одним з комісарів короля при передачі староства М. Сенявському). У червні 1575 року маршалок великий коронний Анджей Опалінський заставив йому частину Рогатинського староства. Під час виправ С. Баторія мав квартальну гетьманську плату 350 злотих.
За його розпорядженням після наказу короля С. Баторія на львівській площі Ринок прилюдно стратили правителя Молдавського князівства Янку V Сасула.
Був похований у своїй головній резенції — Бережанах — в родинній каплиці—усипальниці Сенявських —  костелі Святої Трійці Бережанському замку.

### Сім'я
Був одружений, дружина — Ганна Сапіга (шлюб близько 1560 р., донька Михайла Сапіги, внучка маршалка Великого князівства Литовського Івана Сапіги) — вдова житомирського старости князя Андрія Пронського). Діти:
- Ельжбета — дружина Пйотра Опалінського
- Анна — дружина Миколая Язловецького.[6]